# Aligaz z Jedżu
Aligaz z Jedżu (zm. 1803) – ras Begiemdyru i regent Cesarstwa Etiopii. Był synem Abba Sjeru Guangula, oraz bratem Alego Wielkiego. Był jednym z najważniejszych przywódców okresu Zemene mesafynt, czyli rozbicia dzielnicowego w Etiopii.

## Początki panowania
Aligaz zabił Uelde Gabriela, syna Mikaela Syula w bitwie pod Madab w 1788. W niedługim czasie potem, ras Ali Wielki zmarł. Aligaz przyjął tytuł rasa i stał się regentem cesarza. Choć w wyniku bitwy cesarzem ponownie stał się Tekle Gijorgis I, Aligaz zaczął popierać Hezkyjasa, który został z jego woli nowym cesarzem. Przez pierwsze lata rządów Hezkyjasa, Aligaz musiał ugruntować swoją pozycję wśród plemienia Jedżu Oromo. Wygnany Gijorgis, pomimo braku poparcia, prowadził ograniczone działania przeciwko Aligazowi w następnych latach. W 1789 uwolnił jego krewnych z cesarskiego więzienia Uehni Amba, co miało na celu przysporzyć mu konkurentów do władzy. Tekle Gijorgis przez dwa lata żył w szeregach wędrownych band łupieskich zwanych szifta. Następnie zwrócił się do Aligaza, szukając poparcia, jednak ten umieścił go w więzieniu w Emakina.

## Koniec panowania
Przeciwko Aligazowi i jego marionetkowemu cesarzowi Hezkyjasowi wystąpili abuna Josab i iczege Uelde Iesus. Ci przedstawiciele Kościoła Etiopii uznali, że cesarz i regent nie reprezentują ludu Oromo. Kroniki królewskie podają, że Aligaz stoczył z nimi zwycięską bitwę. Następnie Hajle Uand Beuessen próbował obalić Aligaza i uwolnił Tekle Gijorgisa w 1793 po dwóch latach i ośmiu miesiącach więzienia. Gijorgis wyruszył przeciwko przebywającemu w Gondarze Hezkyjasowi. Ten opuścił stolicę i udał się popomoc do dedżazmacza Hajle Eszte. Później dołączył do nich Aligaz i rozegrała się seria bitew, w wyniku których Hyzkujas osamotniony wycofał się do Dengel Ber. Porażki doprowadziły także do upadku autorytetu rasa Aligaza, jako przywódcy nad Jedżu. Gdy Hezkyjas powrócił do Gondaru pod koniec 1793 na czele swojej armii, jego poplecznikiem stał się dedżazmacz Gugsa z Jedżu – siostrzeniec Aligaza. Aligaz zmarł z powodu choroby w 1803 roku. Ostatnie czternaście lat swojego życia tytułowany był enderasem. Jego następcą został Gugsa, który został rasem Begiemdyru około 1798. Gugsa podporządkował sobie wszystkich czterech synów Aligaza.